# Юлин, Юхан Кристофер
Юхан Кристофер Юли́н (швед. Johan Christopher Jolin, 28 декабря 1818, Стокгольм — 13 ноября 1884, Стокгольм) — шведский писатель и актёр.
В 1851 женился на Матильде Вигерт (швед. Matilda Katarina Wigert), дочери Ларса Юртсберга (Lars Hjortsberg). Сын Северин (Severin, 1852 — ?).
Дебютировал на сцене в 1845, выступив в пьесе собственного авторства «En comedi» («Комедия»).
С 1845 года по 1868 играл в театре, а с 1857 года руководил литературным отделом театра и преподавал в театральной школе. Оставив театр, Юлин полностью посвятил себя литературе. В 1895 году был опубликован двухтомник произведений Юхана «Teaterstycken».